# Barriobajero (álbum)
Barriobajero es el segundo álbum del músico español Ramoncín, publicado en 1979 por EMI.

## Listado de canciones
Letra y música de J. Ramón Martínez "Ramoncín" y Carlos J. Michelini.
- "Soy un chaval"
- "Cheli, regue y rocanrol"
- "Blues para un camello"
- "No tengas tanta cara"
- "Trozos de cristal"
- "Barriobajero"
- "Chuli"
- "Felisín el vacilón"
- "¡Hola muñeca!"
- "No quise escribir esta canción"

## Créditos
- Ramoncín: voz y armónica
- Michelini: guitarra solista y de ritmo
- Javier Lozano "Güebo": guitarra de ritmo en "Soy un chaval", "Cheli, regue y rocanrol", "No tengas tanta cara" y "No quise escribir esta canción"
- Víctor "Olaf" Hamudis: batería y percusión en "Cheli, regue y rocanrol"
- Paco Ruíz: bajo
- Ingeniero de sonido: Raúl Ros
- Sonido y mezclas: Raúl Ros, Ramoncín y Michelini
- Fotografías y diseño de carpeta: Diana Polakov y Ramoncín
- Producción: EMI-Odeon, S.A., España
- Productor ejecutivo: Ramoncín

- Datos: Q111136189